# Johann Michael Rößler
Johann Michael Rößler (* 5. Oktober 1791 in Untermünkheim; † 7. März 1849 ebenda) war ein deutscher Möbelschreiner in Untermünkheim.

## Leben
Er war der Sohn des Schreiners Johann Heinrich Rößler (1751–1832) und wurde in der väterlichen Werkstatt zum Schreiner ausgebildet. Wie der Vater zählte er zur Haller Zunft, bei der er am 24. Januar 1816 die Meisterprüfung ablegte und von der er 1827 als Vertreter der Landschreiner zum Obermeister gewählt wurde. Er übernahm 1818 die Werkstatt des Vaters im Untermünkheimer Haus Nr. 12 (heute: Hohenloher Straße), während seine beiden Brüder Johann Georg Rößler (1785–1844) und Johann Friedrich Rößler (1796–1863) an anderen Orten jeweils eine eigene Werkstatt gründeten. Von 1826 bis zu seinem Tod gehörte er dem Untermünkheimer Gemeinderat an.
Das Haus Nr. 12, in dem sich die Rößler-Werkstatt befand, war in Stockwerkseigentum aufgeteilt. Die Rößler-Werkstatt mit Wohnung befand sich im unteren Stock, im Oberstock lebte die Familie des Zimmermeisters Adam Engele. Im Hof des Anwesens befand sich ein Werkstattschuppen. Vor 1828 wurde das Gebäude durch einen Anbau nach Osten erweitert. In diesem etwa 22 m² großen Anbau befand sich danach die Werkstatt. Die Holzvorräte wurden in einer gemeinsam genutzten Scheune im Hof gelagert.
Wie schon der Vater bildete er nie mehr als einen Lehrling aus und hatte höchstens zwei Gesellen. Zur Werkstatt zählten ferner verschiedene „Hausgesellen“, d. h. Knechte, Mägde, Dienstboten, Helfer, Familienangehörige usw.
Er war ab 1817 mit Maria Magdalena Gräter (1788–1843) und nach deren Tod mit Anna Barbara Hof († 1864) verheiratet. Beide Ehen blieben kinderlos. Rößlers Werkstatt wurde von seinem Neffen Michael Weller fortgeführt, der ab 1836 seine Ausbildung bei Rößler erhalten hatte. Weller gelang es 1853, auch den ersten Stock des in Stockwerkseigentum aufgeteilten Werkstattgebäudes zu erwerben.

## Werk
Die Rößlers fertigten in Untermünkheim vorwiegend klassische ländliche Aussteuermöbel wie Schränke, Truhen und Himmelbetten und haben damit das Erscheinungsbild bemalter Bauernmöbel im Umfeld von Schwäbisch Hall und in Hohenlohe geprägt. Für den städtischen Absatzmarkt, wo bemalte bäurische Möbel nicht gefragt waren, wurden außerdem Tische, Stühle und Wandregale gefertigt.
Johann Michael Rößler hat im Gegensatz zu seinem Vater die bemalten Möbel auch signiert, weswegen ihm zahlreiche heute in Museen und Privatbesitz erhaltenen Bauernmöbel zweifellos zugeschrieben werden können. Vor allem in den 1830er Jahren hat seine Werkstatt eine große Zahl von Bauernschränken hervorgebracht, die ihm einen gewissen Wohlstand einbrachten.
Möbel der Schreinerfamilie Rößler befinden sich u. a. im Landesmuseum Württemberg, im Rößler-Museum in Untermünkheim, im Heimatmuseum in Künzelsau, im Weygang-Museum in Öhringen, im Hällisch-Fränkischen Museum in Schwäbisch Hall und im Hohenloher Freilandmuseum Wackershofen sowie im Taubertäler Dorfmuseum in Weikersheim.